# (142084) Jamesdaniel
(142084) Jamesdaniel est un astéroïde de la ceinture principale.

## Nom
L'astéroïde est nommé d'après James (1951-1978) et Daniel (né en 1957) Sealy, fils de Robert et Hazel Sealy de Seaside, en Oregon, amis du découvreur.

## Description
(142084) Jamesdaniel est un astéroïde de la ceinture principale. Il fut découvert le 29 août 2002 à Wrightwood par James Whitney Young. Il présente une orbite caractérisée par un demi-grand axe de 2,38 UA, une excentricité de 0,18 et une inclinaison de 0,8° par rapport à l'écliptique.

## Compléments